# Hipposideros jonesi
Hipposideros jonesi är en fladdermusart som beskrevs av Robert William Hayman 1947. Hipposideros jonesi ingår i släktet Hipposideros och familjen rundbladnäsor. IUCN kategoriserar arten globalt som nära hotad. Inga underarter finns listade i Catalogue of Life.
Arten förekommer i västra Afrika från Guinea till centrala Nigeria. Den lever i låglandet och i bergstrakter upp till 1400 meter över havet. Habitatet varierar mellan fuktiga skogar och torra öppna landskap. Individerna vilar i grottor, i övergivna gruvor eller i liknande gömställen. Där bildas mindre flockar eller sällan kolonier med några hundra medlemmar.
Djurets hudflikar (bladet) på näsan har en annan form jämförd med andra släktmedlemmar. Kännetecknande är dessutom stora avrundade öron som kan vara 23 mm långa. Håren som bildar pälsen på ovansidan är mörka nära roten, gråa i mitten och gråbruna till bruna vid spetsen. På undersidan förekommer ljusare brunaktig päls. Tre exemplar hade en kroppslängd (huvud och bål) av cirka 52 mm, en svanslängd av 22 till 27 mm och cirka 8 mm långa bakfötter.